# Jan Szmatloch
Jan Szmatloch (ur. 1950 w Rudzie) – polski grafik, ilustrator, profesor zwyczajny w Katedrze Grafiki w Pracowni Druku Wklęsłego Akademii Sztuk Pięknych w Katowicach.

## Życiorys
Studiował w Akademii Sztuk Pięknych im. Jana Matejki w Krakowie oraz na Wydziale Grafiki ASP w Katowicach. Uzyskał dyplom w 1974 roku. Od tegoż roku został zatrudniony jako pedagog na ASP w Katowicach.
W 1999 roku nadano Janowi Szmatlochowi tytuł naukowy profesora. 
Artysta pracuje obecnie w Katedrze Grafiki Warsztatowej, prowadzi również Pracownię Druku Wklęsłego. 
Szmatloch zajmuje się grafiką warsztatową, głównie akwafortą oraz rysunkiem. 
Jego prace były eksponowane na przeszło 100 wystawach w Polsce oraz co najmniej 70 wystawach zagranicznych. 
Stypendysta Ministerstwa Kultury i Sztuki w 1978 roku, otrzymał również w 1985 roku stypendium Aldegrever Gesellschaft, oraz w 1992 roku stypendium „Nagroda Kulturalna Dolnej Saksonii, Śląsk 1992”. 14 lipca 2011 roku otrzymał srebrny Medal „Zasłużony Kulturze Gloria Artis” w dziedzinie szkolnictwa artystycznego.